# Giovannino Guareschi
Giovannino Oliviero Giuseppe Guareschi (Fontanelle di Roccabianca, 1º maggio 1908 – Cervia, 22 luglio 1968) è stato uno scrittore, giornalista, umorista e caricaturista italiano.
È considerato uno degli scrittori italiani più popolari ed influenti di sempre, le sue opere hanno infatti venduto oltre 20 milioni di copie.
L'opera più popolare di Guareschi è il Mondo Piccolo, un insieme di 347 racconti ambientati nella città fittizia di Ponteratto, una località della bassa padana emiliana (divenuta poi Brescello nei fortunati adattamenti cinematografici). Tutte le storie narrano le vicende degli amici-rivali Don Camillo, il parroco, e Peppone, il sindaco comunista del paesino.
L'opera divenne molto popolare anche per via delle trasposizioni cinematografiche e per il significato politico che assunsero le vicende ad essa relative in quegli anni.

## Biografia

### Primi anni

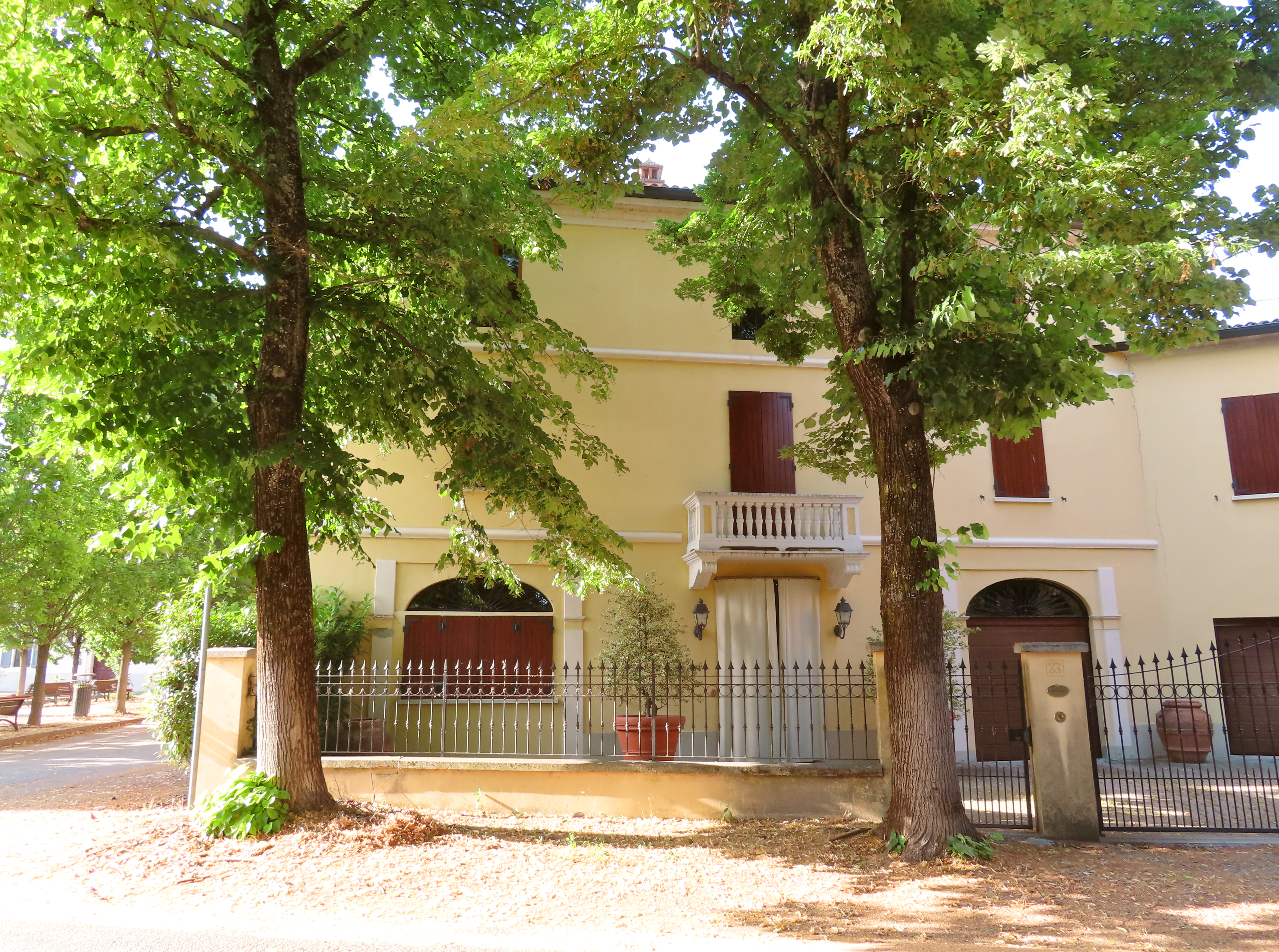
La casa natale di Giovannino Guareschi a Fontanelle di Roccabianca

Nacque a Fontanelle, frazione di Roccabianca, il 1º maggio 1908, in una famiglia piccolo-borghese. Il suo nome completo era Giovannino Oliviero Giuseppe; da adulto scherzerà spesso su come un uomo diventato corpulento come lui fosse stato chiamato con il diminutivo "Giovannino". Il padre, Primo Augusto Guareschi, amico personale del sindacalista socialista riformista Giovanni Faraboli, era commerciante di biciclette, macchine da cucire e macchine agricole, mentre la madre, Lina Maghenzani, devota cattolica e fervente monarchica, era la maestra elementare del paese. Nel 1914 Lina venne trasferita a Marore, un paesino confinante con Parma. I Guareschi trovarono casa nel capoluogo. Giovannino frequentò la Scuola elementare «Jacopo Sanvitale» (1914 – 1918). 
Nel 1920 venne iscritto al convitto nazionale Maria Luigia di Parma, l'antico collegio dei nobili, e frequenta il Liceo Ginnasio «Romagnosi». Il suo professore di greco fu Ferdinando Bernini. Al convitto conobbe Cesare Zavattini, arrivato da Luzzara per fare l'istitutore nel collegio. Insieme con Zavattini, Guareschi creò e scrisse il giornale studentesco. La collaborazione con Zavattini, di soli sei anni più grande di Guareschi, fu decisiva per lo sviluppo della sua tecnica e della sua arte. Nel 1925, l'ultimo anno di Ginnasio, l'attività del padre fallì; la famiglia lo ritirò dal collegio e Giovannino dovette frequentare i tre anni di liceo da esterno. Ottenuta la maturità classica (luglio 1928), Guareschi si iscrisse all'Università di Parma.

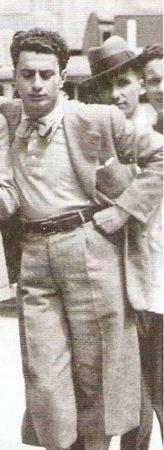
Un giovane Guareschi a Parma negli anni trenta.

Studente di giurisprudenza, Guareschi lavorò saltuariamente come correttore di bozze al Corriere Emiliano (nome assunto dalla Gazzetta di Parma nel periodo 1927-1941), chiamato da Zavattini, caporedattore del quotidiano. Nel 1931 entrò in redazione come aiuto-cronista con un contratto di collaborazione fissa. Aveva ventitré anni. In poco tempo fu promosso cronista, poi capo-cronista: scrisse articoli, novelle e rubriche, oltre a fare disegni (anche su temi politici). Firmava i suoi pezzi «Michelaccio». Conobbe Ennia Pallini, commessa in un negozio di scarpe in città, e se ne innamorò.
L'8 novembre 1934, avendo lasciato l'università, partì per il servizio militare a Potenza, dove frequentò la Scuola allievi ufficiali di complemento. L'anno dopo i proprietari del Corriere Emiliano lo licenziarono per esubero di personale. Nello stesso periodo Guareschi ricevette un'altra proposta da Cesare Zavattini, che nel frattempo si era trasferito a Milano alla Rizzoli Editore: quella di entrare in un giornale umoristico che stava per vedere la luce. In attesa del varo del nuovo giornale, Guareschi inviò disegni e articoli ad altre riviste Rizzoli: Il Secolo Illustrato e Cinema Illustrazione. Un suo disegno comparve sulla Domenica del Corriere (“Le Cartoline del pubblico”).
Da febbraio a luglio del 1936 svolse il servizio di prima nomina al Sesto Reggimento d'Artiglieria di Corpo d'Armata di Modena con il grado di sottotenente di complemento.

### IlBertoldo(1936-1943)
La nuova rivista che Zavattini stava creando doveva essere pungente (pur nell'ambito del regime) e diretta agli strati sociali medio-alti, in concorrenza con il popolarissimo bisettimanale romano Marc'Aurelio. Vi avrebbero collaborato importanti giornalisti e illustratori del tempo. Il primo numero del Bertoldo, quindicinale di satira diretto da Zavattini, apparve nelle edicole il 14 luglio 1936. Guareschi vi collaborò inizialmente in qualità di illustratore e quando giunse l'offerta da parte di Andrea Rizzoli di un posto da redattore, Guareschi colse al volo l'occasione. In settembre si trasferì a Milano, andando a vivere con la fidanzata Ennia Pallini (1906 - 1984) in un monolocale in via Gustavo Modena (nel 1938 la coppia trovò un appartamento più grande in via Ciro Menotti).
Nel 1937 Cesare Zavattini lasciò la Rizzoli. La direzione del Bertoldo venne affidata a Giovanni Mosca, con Giovannino Guareschi caporedattore (febbraio 1937). In capo a tre anni la rivista divenne settimanale, con tirature di 500-600 000 copie, e prima tra tutti i giornali umoristici. Fedele al suo carattere di "bastian contrario", Guareschi, contrapponendosi alla dilagante moda del momento che voleva, anche sul Bertoldo, illustrazioni in gran quantità di seducenti figure femminili, iniziò a disegnare la serie delle vedovone, donne che curavano poco l'aspetto fisico e la sensualità.
Il 10 febbraio 1940 Guareschi si sposò con Ennia Pallini. In novembre uscì il suo primo libro, La scoperta di Milano e nel 1942 il secondo, Il destino si chiama Clotilde.

Il protrarsi della seconda guerra mondiale portò alla chiusura del Bertoldo nel settembre 1943, dopo un bombardamento anglo-americano che semidistrusse la sede della Rizzoli.

### La guerra

Guareschi al tempo in cui era internato militare in Polonia e Germania

Il 14 ottobre 1942 Guareschi venne raggiunto dalla notizia (poi rivelatasi falsa) della scomparsa di suo fratello sul fronte russo. Di carattere ribelle, pronto ad attaccare senza timore alcuno chi più gli sembrava meritevole di critica, inveì a lungo contro Benito Mussolini: lo stesso giorno venne arrestato a causa della delazione fatta da un convinto fascista. Venne rilasciato, ma il fatto gli costò la revoca della collaborazione con il «Corriere della Sera», «La Stampa» e l'E.I.A.R.
In dicembre fu richiamato nell'esercito e destinato ad Alessandria con il grado di tenente di artiglieria. Quando, l'8 settembre 1943, fu dato l'annuncio dell'armistizio dell'Italia con gli Alleati, egli si trovava in caserma ed il giorno successivo venne arrestato dai tedeschi e imprigionato nella Cittadella di Alessandria. Venne quindi inviato nei campi di prigionia tedeschi di Częstochowa e Beniaminów in Polonia e poi in Germania, a Wietzendorf e Sandbostel, dove rimase due anni assieme agli altri Internati Militari Italiani. In prigionia rifiutò di combattere per la Repubblica Sociale. Qui compose La favola di Natale, racconto musicato di un sogno di libertà nel suo Natale da prigioniero. Riguardo al duro periodo di prigionia, disse: «Non abbiamo vissuto come i bruti. Non ci siamo rinchiusi nel nostro egoismo. La fame, la sporcizia, il freddo, le malattie, la disperata nostalgia delle nostre mamme e dei nostri figli, il cupo dolore per l'infelicità della nostra terra non ci hanno sconfitti. Non abbiamo dimenticato mai di essere uomini civili, con un passato e un avvenire». Guareschi tornò dal lager che pesava 40 chili. A Pescantina, tra Verona e il Lago di Garda, venne accolto in una struttura creata da volontari per offrire un primo soccorso a quanti rientravano dalla prigionia. Qui avvenne l'incontro con padre Paolino Beltrame Quattrocchi. Lo scrittore rimase colpito dal religioso che ebbe modo di rivedere più volte in seguito. Guareschi descriverà il periodo di prigionia nel Diario clandestino.

### Candido(1945-1957)
(Dalla presentazione della rivista.)

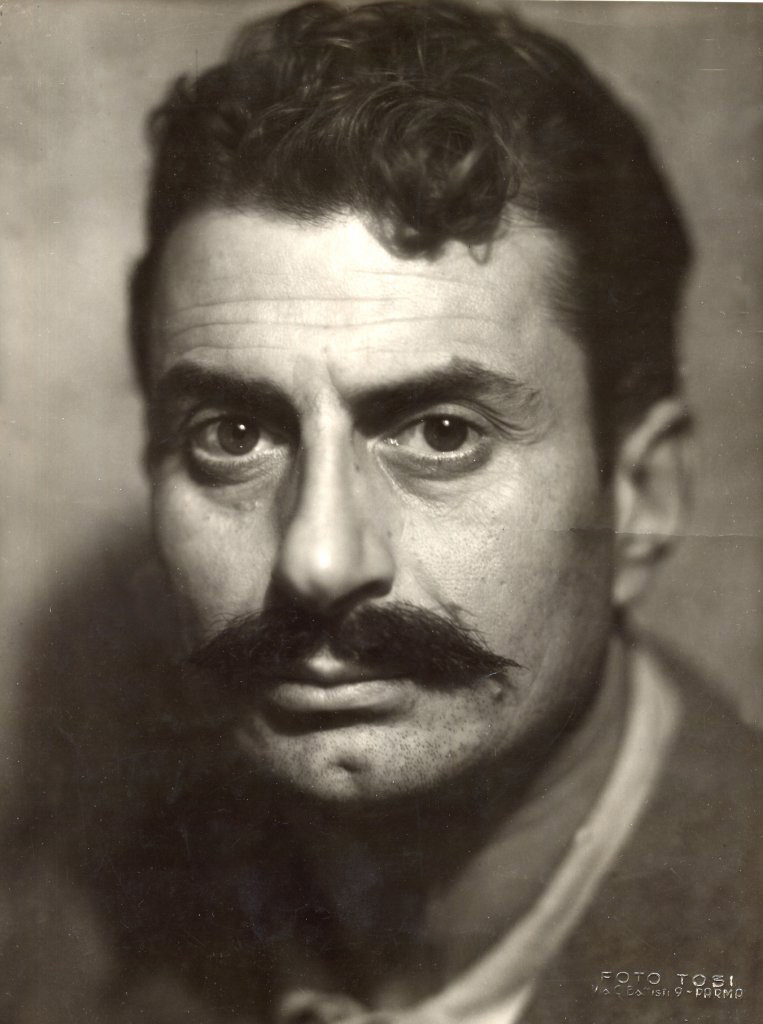
Giovannino Guareschi nel 1945

Dopo la guerra Guareschi fece ritorno in Italia e fondò, con Giovanni Mosca e Giacinto "Giaci" Mondaini, una rivista indipendente con simpatie monarchiche, il Candido. Condirettore della rivista con Giovanni Mosca fino al 1950, Guareschi rimase poi unico direttore fino al 1957, anno in cui gli subentrò Alessandro Minardi. Nella rivista, insieme ad altre famose penne della satira italiana, curava numerose rubriche, tra cui quella a firma "Il Forbiciastro" che spigolava nella cronaca spicciola italiana.
Guareschi era rimasto un irriducibile monarchico e non lo nascose. In occasione del referendum istituzionale del 2 giugno 1946 sostenne apertamente Umberto II e la monarchia, denunciando i brogli che secondo lui avevano ribaltato l'esito del voto popolare.

Oltre a fare satira Guareschi denunciò gli omicidi politici compiuti dai partigiani comunisti nel cosiddetto "triangolo della morte":

### Don Camillo
Nel 1948 uscì il primo romanzo su Don Camillo e Peppone. Fu il primo episodio di una serie ventennale in 346 puntate - da cui vennero tratti  cinque film - conosciuta in tutto il mondo. Il nome del paese, Ponteratto, è presente solo nel primo racconto della serie, Don Camillo. Negli altri racconti viene sostituito con un più generico "borgo"; i film tratti dall'opera di Guareschi sono stati invece girati a Brescello e Boretto, cosicché Brescello è divenuto universalmente noto come "il paese di Don Camillo".

In quegli anni lo scrittore non abbandonò i luoghi in cui era cresciuto: viveva a Busseto; solo due volte alla settimana si recava a Milano per dirigere la stesura del Candido.

### I "trinariciuti"
(Candido del 14-15 aprile 1947)
La profonda fede cattolica, l'attaccamento alla monarchia e il fervente anticomunismo fecero di Guareschi uno dei più ferventi e convinti critici del Partito Comunista Italiano. Famosissime le sue vignette intitolate "Obbedienza cieca, pronta, assoluta", dove sbeffeggiava i militanti comunisti che lui definiva trinariciuti, ma la definizione identificava chiunque, privo di spirito critico e di indipendenza di pensiero, si limitava ad eseguire ordini dettati da altri, i quali prendevano alla lettera le direttive che arrivavano dall'alto, nonostante i chiari errori di stampa, poi corretti con la frase "Contrordine, compagni!".
Per la celebre prima vignetta del compagno con tre narici, Togliatti lo insultò con l'appellativo di "tre volte idiota moltiplicato per tre" e definendolo "l'uomo più cretino del mondo", durante un comizio alla Spezia. Per tutta risposta Guareschi scrisse sul Candido di ritenerlo un "ambito riconoscimento".
Nelle elezioni politiche del 1948 Guareschi si impegnò affinché fosse sconfitto il Fronte Democratico Popolare (alleanza PCI-PSI), che in un racconto definisce "Fronte Pecorale Democratico". Molti slogan, come "Nel segreto della cabina elettorale Dio ti vede, Stalin no", e il manifesto con lo scheletro di un soldato dietro i reticolati russi, che dice "100.000 prigionieri italiani non sono tornati dalla Russia. Mamma, votagli contro anche per me", furono coniati da lui.
Anche dopo la vittoria della DC e dei suoi alleati, Guareschi non abbassò certo la sua penna: anzi criticò anche la Democrazia Cristiana, che a suo parere non seguiva i principi cui si era ispirata.

### I processi Einaudi e De Gasperi

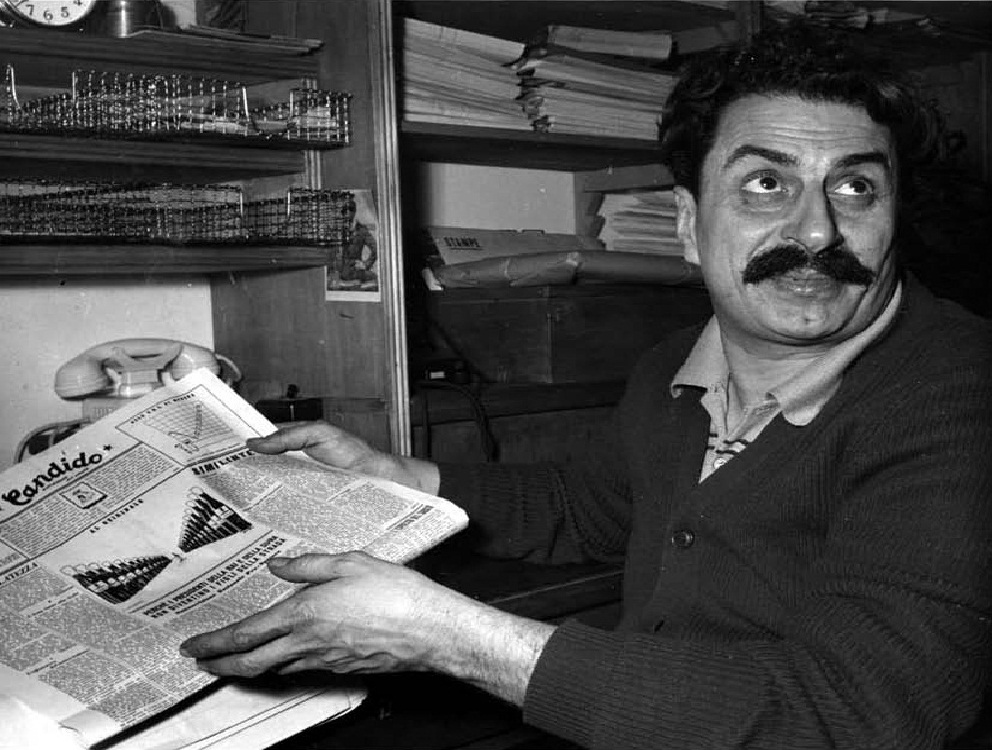
Guareschi con la vignetta su Einaudi pubblicata sul Candido.

Nel 1950 una vignetta pubblicata sul Candido, la numero 25 del 18 giugno, disegnata da Carletto Manzoni, costò a Guareschi, all'epoca condirettore del settimanale, la prima condanna per vilipendio al Capo dello Stato, Luigi Einaudi. La vignetta, intitolata Al Quirinale, raffigurava una doppia fila di bottiglie con, sul fondo, la figurina di un uomo con il bastone, come un grande ufficiale che passava in rassegna due schiere di corazzieri ("I corazzieri" era la didascalia della vignetta). Candido aveva messo in risalto il fatto che Einaudi, sulle etichette del vino di sua produzione (un Nebbiolo), permetteva che venisse messa in evidenza la sua carica pubblica di Presidente della Repubblica. La bottiglia di vino, infatti, portava sull’etichetta «Nebbiolo, il vino del Presidente». Ci furono anche altre vignette, oltre quella “Al Quirinale”, come quella del Giro d'Italia con il motto «Brindate Einaudi!» oppure l'omino che aveva sul capo la «bottiglia di Damocle».
Condannato ad otto mesi di carcere, l'esecuzione della condanna fu sospesa in quanto Guareschi era incensurato.
Il 15 aprile 1954 Guareschi fu condannato per il reato di diffamazione a mezzo stampa su denuncia di Alcide De Gasperi, capo del governo per oltre sette anni dal dicembre 1945 all'agosto 1953. Guareschi era venuto in possesso di due lettere attribuite al politico trentino - ma poi rivelatesi false - risalenti al 1944. In una di esse De Gasperi avrebbe chiesto agli Alleati anglo-americani di bombardare i centri nevralgici della capitale «per infrangere l'ultima resistenza morale del popolo romano»  nei confronti dei fascisti e degli occupanti tedeschi.
Sebbene molti colleghi - come Indro Montanelli, che si rivolse ad Angelo Rizzoli, l'editore di Candido - avessero cercato in ogni modo di dissuaderlo dal proposito di pubblicarle, per Guareschi le missive - che egli aveva ricevuto da Emilio De Toma, sottotenente della Guardia Nazionale Repubblicana della RSI - erano autentiche e dunque andavano pubblicate. Prima di diffonderle aveva sottoposto le lettere a una perizia calligrafica affidandosi a un'autorità in materia, il dottor Umberto Focaccia. Il 24 e il 31 gennaio 1954 le missive uscirono sul Candido. Al processo affermò di aver agito in buona fede. Focaccia, perito dello stesso Tribunale di Milano, affermò in aula di avere effettuato un “lungo, attento e scrupoloso esame di confronto con molti altri scritti sicuramente autentici del De Gasperi…”, per poi dichiarare “in piena coscienza, di riconoscere per autentiche del De Gasperi la scrittura del testo e la firma di cui sopra”, con riguardo alla seconda lettera, e di riconoscere per autentica anche la firma apposta in calce alla prima. Sul piano probatorio, mentre la prima lettera era dattiloscritta e risultava autografa solamente nella firma, la seconda era integralmente autografa, risultava di pochi giorni successiva alla prima ed era strettamente connessa alla precedente, anche sotto il profilo del contenuto. Il fatto che, a differenza del primo documento, fosse qui peritabile non solo una firma, ma un manoscritto interamente vergato a mano, avrebbe potuto potentemente comprovare, o al contrario demolire, le tesi di Guareschi.
Da parte sua, lo statista trentino, che aveva dapprima concesso la più ampia facoltà di prova in ordine alla genuinità dei documenti in contestazione, in seguito si smentì a più riprese attraverso il proprio difensore, l'avvocato Delitala. A giudizio del penalista, non aveva infatti senso – questa la chiave di volta del processo – effettuare perizie sui documenti. Delitala fece il possibile per eludere ogni verifica sulle lettere: ben più del giudizio di altri periti, affermò l'avvocato, rilevavano, sul piano processuale, il giuramento dello stesso De Gasperi e le prove - di cui una chiara, l'altra, di contro, equivocabile - fornite dai graduati inglesi che avevano sostenuto la tesi dello statista democristiano. Se il Tribunale proprio ritiene di non poterne fare a meno, faccia pure, ma una perizia - perorò Delitala, appellandosi “alla coscienza” dei magistrati milanesi – sconta pur sempre il rischio di un errore peritale, ma soprattutto l'avvocato di De Gasperi si oppose alla perizia per evitare ritardi nel processo che si svolgeva per direttissima.
Guareschi, di contro, mise argomentatamente in dubbio l'attendibilità delle dichiarazioni di provenienza britannica, facendo presente di essere sgradito al Governo inglese per la sua polemica sulla contesa di Trieste fra l'Italia e la Jugoslavia di Tito; evidenziò, ex adverso, che De Gasperi era un vecchio, fedele alleato degli angloamericani.
Il Tribunale di Milano non diede alcun peso a queste deduzioni e, accogliendo senz'altro le richieste formulate dal difensore di De Gasperi, non mostrò neppure alcuna curiosità per i documenti agli atti: negò a Guareschi l'effettuazione della perizia calligrafica e della perizia chimica; negò persino la possibilità di escutere le testimonianze potenzialmente favorevoli allo scrittore in ordine alla provenienza e all'attendibilità dei documenti attribuiti a De Gasperi, tra cui anche quelle di persone vicine allo stesso De Gasperi, come Giulio Andreotti.
La motivazione del Collegio giudicante in ordine alle perizie, fu la seguente: «le richieste perizie chimiche e grafiche si appalesano del tutto inutili, essendo la causa sufficientemente istruita ai fini del decidere».
Il 15 aprile Guareschi fu condannato in primo grado a dodici mesi di carcere. De Gasperi commentò: «Sono stato in galera anch'io e ci può andare anche Guareschi». Quest'ultimo non presentò ricorso in appello, poiché riteneva di avere subito un'ingiustizia:

Giovannino Guareschi a Roncole Verdi.

Prese la via della galera, così come, è lui stesso a dirlo, aveva preso quella del lager per non avere voluto collaborare con il fascismo e il nazionalsocialismo.
Commentando la condanna, Guareschi si affidò ad una citazione di dantesca memoria, “E il modo ancor mi offende”.
Dopo il primo processo un altro collegio, che doveva pronunciarsi per il reato di "falso", decise la distruzione del corpo del reato, cioè delle lettere originali.
Divenuta esecutiva la sentenza, alla pena fu accumulata anche la precedente condanna ricevuta nel 1950 per vilipendio al Capo dello Stato.
Nel 2014, studiando i documenti rimasti con l'esperta Nicole Ciacco, lo storico Mimmo Franzinelli ha concluso che le lettere erano sicuramente dei falsi (anche se probabilmente Guareschi ne fu ingannato, così come Focaccia). Lo confermano alcuni errori grossolani: il protocollo indicato nella lettera del 12 gennaio 1944 (297/4/55) non corrispondeva ai criteri di protocollo della Segreteria di Stato Vaticana; il colonnello inglese Bonham Carter e il generale britannico Harold Alexander avevano escluso categoricamente che quelle lettere fossero mai pervenute agli inglesi; infine, De Gasperi non lavorava più alla Segreteria Vaticana dal luglio 1943 ed è dunque impossibile che abbia protocollato lettere nel 1944.
Successivamente al processo, l'ideatore della campagna diffamatoria contro De Gasperi e della produzione delle false lettere fu individuato nel tenente Enrico De Toma, il quale riuscì a sfuggire all'arresto nel novembre 1954, scappando in Sud America dall'aeroporto parigino di Orly. De Gasperi morì lo stesso anno, poco dopo la fine del processo a Guareschi.
Il 26 maggio 1954 Guareschi venne recluso nel carcere di San Francesco del Prato a Parma, dove rimase per 409 giorni. Lo scrittore uscì dal carcere il 4 luglio 1955. Ottenne per buona condotta il beneficio della libertà vigilata per sei mesi, con l'obbligo di risiedere presso la sua abitazione a Roncole di Busseto. Sempre per coerenza, rifiutò in ogni momento di chiedere la grazia. Dalla nascita della Repubblica, Guareschi è stato il primo e unico giornalista italiano a scontare interamente una pena detentiva in carcere per il reato di diffamazione a mezzo stampa.
Nel 1956 era segnato nel fisico e nell'animo dalla reclusione nel carcere di Parma. Le sue condizioni di salute si erano deteriorate e cominciò a trascorrere lunghi periodi al Kurhaus di Cademario, in Svizzera, per curarsi. Precedentemente, Guareschi, la moglie e i bambini avevano soggiornato per alcuni anni, in estate, ad Alassio.

### Dopo ilCandido
(Giovannino Guareschi)
Nel 1957 Guareschi si ritirò da direttore del Candido, rimanendo tuttavia collaboratore della rivista. 

Nel giugno 1961 fu colto da un infarto, da cui si riprese con fatica. Il 7 ottobre dello stesso anno uscì il quarto film della famosa serie di don Camillo: Don Camillo monsignore... ma non troppo. Il film era prodotto dalla Cineriz di Angelo Rizzoli, che era anche editore del Candido. Lo scrittore giudicò la sceneggiatura lontanissima dallo spirito del romanzo. Ne nacque una dura discussione con Rizzoli. Il dissidio non si ricompose: pertanto Guareschi decise di interrompere definitivamente la collaborazione al Candido. Successivamente Rizzoli chiuse il settimanale. Il venir meno dell'impegno della direzione e la nostalgia per la sua terra, lo portò a tornare nel suo paese natio: aprì un bar a Roncole. Nel 1964 ampliò l'attività aggiungendo al bar un ristorante.
Dopo la chiusura del suo settimanale Guareschi ebbe difficoltà nel trovare delle nuove collaborazioni. Si fece avanti solo Nino Nutrizio, direttore del quotidiano milanese del pomeriggio La Notte. Guareschi rispose favorevolmente alla sua proposta di lavoro:
Accettò anche la proposta di collaborare al settimanale Oggi, sul quale tenne una rubrica di critica televisiva, intitolata "Telecorrierino delle famiglie" (1962-1966). Dal 1963 iniziò a collaborare con Il Borghese di Mario Tedeschi con disegni e articoli.
Negli stessi anni Papa Giovanni XXIII chiese a Guareschi di collaborare alla stesura del nuovo Catechismo della Chiesa Cattolica. Guareschi declinò cortesemente l'invito, non ritenendosi degno di tale onore. Prese una radicale posizione di contrarietà verso i governi di centrosinistra, ovvero verso quell'alleanza tra DC e PSI detta centro-sinistra "organico" che, a partire dalla metà degli anni sessanta, doveva improntare per oltre un ventennio la politica italiana.
Guareschi realizzò anche, con l'aiuto di Gianna Preda, caporedattrice del settimanale Il Borghese, il film La rabbia. L'opera era divisa in due parti: la prima curata da Pier Paolo Pasolini, la seconda dallo stesso Guareschi. Film molto particolare, fu essenzialmente un documentario in bianco e nero, montato con materiale di repertorio tratto dai cinegiornali e con fotografie su un preciso interrogativo: "Perché la nostra vita è dominata dalla scontentezza, dall'angoscia, dalla paura della guerra, dalla guerra?". Il film venne travolto subito dalle polemiche, Pasolini ritirò la firma, il film fu rapidamente tolto dalla circolazione per poi essere dimenticato per decenni. Commentò Guareschi: "Se la figura del fesso l'avessi fatta io, quel film avrebbero fatto in modo di proiettarlo anche ai pinguini dell'Alaska".

### La scomparsa
Nel 1968 gli fu riproposta la direzione del Candido da parte di Giorgio Pisanò, ma prima di ricominciare morì improvvisamente, all'età di sessant'anni, la mattina del 22 luglio, mentre si trovava nella sua residenza estiva a Cervia, a causa di un secondo fatale infarto. I funerali, svoltisi con la bara avvolta dalla bandiera monarchica con lo stemma di Casa Savoia, furono disertati dalle autorità del mondo politico e intellettuale, con l'eccezione di Angelo Tonna, il sindaco socialista di Fontanelle di Roccabianca, il paese natale di Guareschi. La moglie Ennia non se la sentì di partecipare e a rendere l'estremo saluto furono i figli Alberto e Carlotta (1943-2015) con gli amici di paese e pochi personaggi noti: il direttore della Gazzetta di Parma Baldassarre Molossi, Giovanni Mosca, Carlo Manzoni, Nino Nutrizio, Enzo Biagi, Enzo Ferrari. Anche i media snobbarono Guareschi, scrittore italiano tra i più letti al mondo. La Rai gli dedicò pochi secondi, i giornali relegarono notizie e servizi nelle pagine interne, mentre l'Unità si distinse per un commento velenoso, scrivendo del "melanconico tramonto dello scrittore che non era mai nato". Unica voce controcorrente fu la Gazzetta di Parma, che parlò di "Italia meschina e vile". Guareschi è sepolto nel cimitero delle Roncole Verdi.

## Vita privata

### Matrimonio e figli
Fu sposato con Ennia Pallini dal 1940 fino alla morte; con lei ebbe due figli, Alberto (1940-vivente) e Carlotta (1943-2015). Alberto è il direttore del «Centro Studi Giovannino Guareschi». Gestisce anche l'Archivio storico del padre.
Nel 1934 ebbe un figlio che non volle riconoscere, Giuliano Montagna: tale paternità fu riconosciuta nel 2008 dal Tribunale di Parma, a seguito dell'esame del DNA. Giuliano Montagna Guareschi è scomparso nel 2011 dopo essere vissuto in Australia a partire dal 1962.

### Politica e religione
Cattolico praticante, egli fu particolarmente critico nei confronti delle innovazioni del Concilio Vaticano II. Conservatore in politica (si autodefiniva ironicamente "reazionario"), Guareschi fu difensore della tradizione religiosa cristiana e nemico delle politiche comuniste e socialiste, sostenendo l'iniziativa privata e la monarchia.

## Mondo piccolo,Don Camillo e Peppone

### Mondo Piccolo
Guareschi è noto al grande pubblico soprattutto per essere l'autore dei 347 racconti ambientati nel Mondo Piccolo, una realtà sociale che viene identificata nella città inventata di Ponteratto, piccola cittadina emiliana le cui vicende sono narrate nel secondo dopoguerra e vedono come protagonisti due amici-nemici: il parroco Don Camillo e il sindaco comunista Peppone.
I racconti seguono le vicende dei due sotto l'aspetto politico e religioso, ma con un evidente senso satirico e di critica sociale. La caratteristica dei racconti è che tra i due non vi è mai un vincitore e uno sconfitto ma ad avere sopravvento è sempre l'umanità ed il buonsenso
I racconti, pubblicati sia sul settimanale Candido sia su altri quotidiani e riviste, sono stati raccolti in seguito in otto libri, dei quali solo i primi tre pubblicati quando Guareschi era ancora in vita.

### Don Camillo
Don Camillo è un personaggio creato da Guareschi, come protagonista dei racconti della serie Mondo Piccolo in una serie di racconti nei quali è il parroco di un piccolo paese in riva al Po (Brescello, in provincia di Reggio Emilia, scelto dopo molti sopralluoghi e attente valutazioni come il luogo più adatto al film, dal regista Julien Duvivier- e il vicino comune di Boretto - nel quale son girate diverse scene, sebbene don Camillo sia presentato dall'autore nella prima storia come "l'arciprete di Ponteratto"), un ambiente che Guareschi definisce Mondo Piccolo, idealmente paradigmatico della realtà rurale italiana del dopoguerra.
Il personaggio divenne molto noto al grande pubblico, che lo identificò nella figura dell'attore Fernandel, che vestì i panni del prete in cinque pellicole.

### Peppone
Giuseppe Bottazzi, soprannominato Peppone, è un personaggio creato da Guareschi che ha il ruolo di nemico-amico di don Camillo. Peppone è un comunista convinto ed è sindaco del paesino di Ponteratto. Per crearlo, lo scrittore italiano si ispirò alla figura del sindacalista Giovanni Faraboli.
Nelle rappresentazioni cinematografiche, assieme a Fernandel nei panni di Don Camillo, vi era Gino Cervi ad interpretare il sindaco.

### Al cinema
Dei racconti vi sono anche sette trasposizioni cinematografiche delle quali le prime cinque (con Fernandel nei panni di Don Camillo e Gino Cervi in quelli del sindaco) hanno riscosso un ampio successo.
I primi cinque film (che vedono la città fittizia di Ponteratto, descritta da Guareschi, identificata nel comune emiliano di Brescello), prodotti dalla casa produttrice Cineriz e con Fernandel come Don Camillo sono:
- Don Camillo (regia di Julien Duvivier, 1952)
- Il ritorno di don Camillo (regia di Julien Duvivier, 1953)
- Don Camillo e l'onorevole Peppone (regia di Carmine Gallone, 1955)
- Don Camillo monsignore... ma non troppo (regia di Carmine Gallone, 1961)
- Il compagno don Camillo (regia di Luigi Comencini, 1965)

Nel 1970 iniziarono le riprese di Don Camillo e i giovani d'oggi, ma il film non venne terminato a causa della malattia di Fernandel, poi risultata fatale.
Altri due film sono stati successivamente realizzati:
- Don Camillo e i giovani d'oggi (del 1972) è stato realizzato con Gastone Moschin nella parte di Don Camillo e Lionel Stander in quella di Peppone.
- Nel 1983 è stato infine girato un remake, dal titolo Don Camillo (The world of Don Camillo), con Terence Hill nel ruolo ringiovanito del battagliero sacerdote e Colin Blakely nella sua controparte comunista.

### Adattamenti televisivi
- Tra le numerose serie televisive tratte dai racconti di Guareschi, è da ricordare quella realizzata dall'inglese BBC del 1981 dal titolo The Little World of Don Camillo.

## Guareschi e la politica
(Giovannino Guareschi)
Guareschi polemizzò con la politica economica repubblicana, a suo avviso eccessivamente statalista, difendendo posizioni economiche improntate all'iniziativa privata, in contrapposizione alle idee più diffuse in materia nella Democrazia Cristiana, e più in generale prendendosela con la sempre crescente diffusione del conformismo nella società italiana, anticipando di alcuni anni talune critiche al Sessantotto.
Negli ultimi anni, quelli della collaborazione al Borghese, Guareschi criticò le innovazioni in campo religioso introdotte dal Concilio Vaticano II (difendendo la Messa in latino) e più in generale il progressismo religioso, difendendo la tradizione cattolica da quella che definì ironicamente "depacellizzazione", in riferimento alla destalinizzazione sovietica e al papa Pio XII, al secolo Eugenio Pacelli. Sempre dalle pagine del Borghese Guareschi lanciò critiche sferzanti verso Amintore Fanfani, Aldo Moro e la DC in generale, accusata di connivenza con le sinistre. L'umorista criticò egualmente la cultura del comunismo sovietico e quella dell'eccessivo consumismo capitalista americano, mentre elogiò al contrario la "Chiesa martire", ossia quella dell'Europa orientale, vittima delle persecuzioni comuniste, esprimendo grande ammirazione per il cardinale ungherese József Mindszenty e attirandosi addosso numerose critiche di parte cattolica militante, anche per giudizi ironicamente negativi sulle alte autorità della gerarchia ecclesiastica.

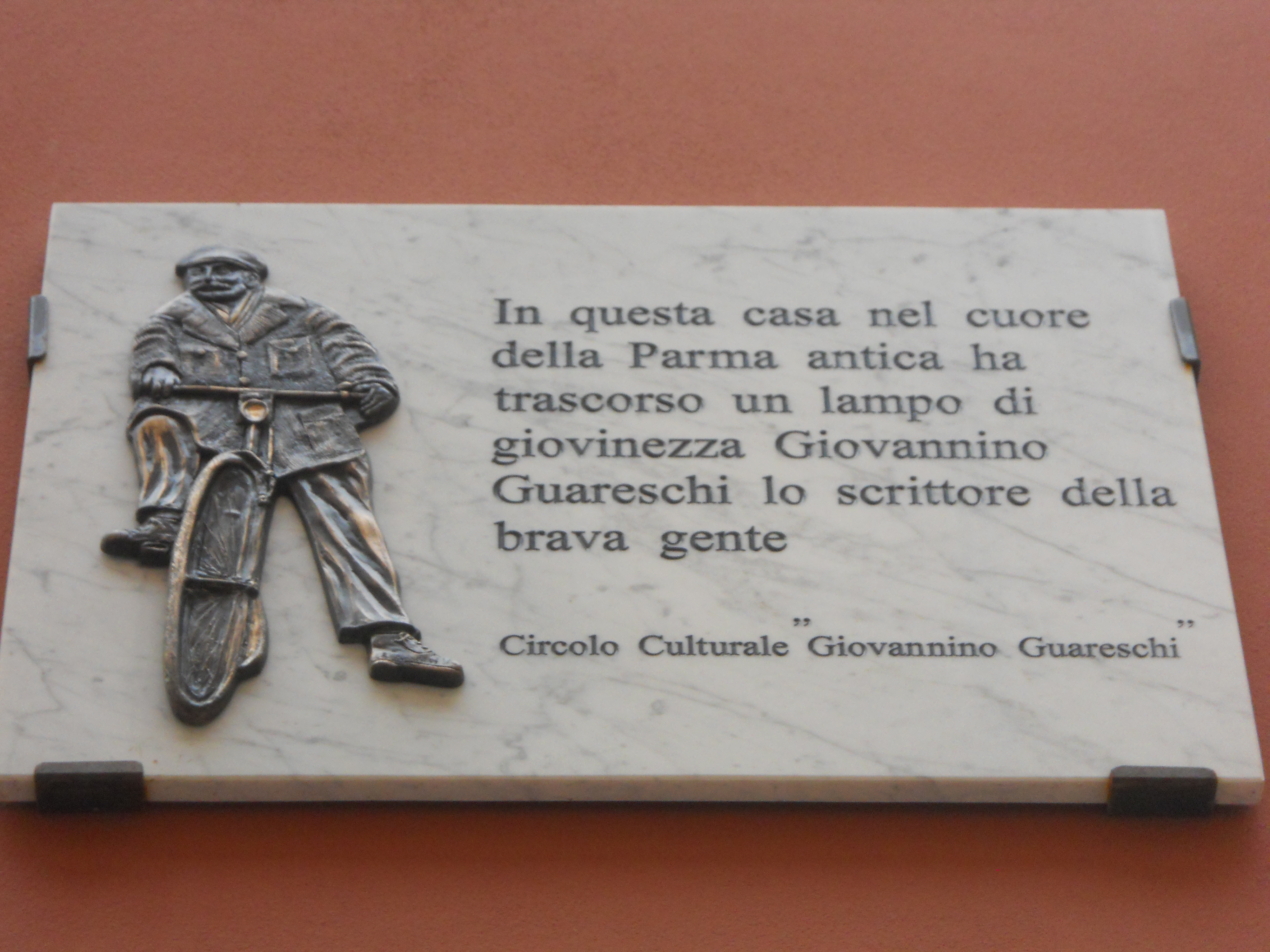
Targa ricordo nel centro di Parma

Non c'è dubbio che egli dovette sopportare da un lato l'ostracismo prevedibile della sinistra, data la sua dichiarata ostilità alle idee e alla visione politica del partito comunista; dall'altro è evidente l'assoluta mancanza di riconoscenza anche da parte di chi la sua penna aveva numerose volte enormemente favorito, ovvero il centrismo cattolico, rappresentato in Italia dalla DC. I rapporti con il fascismo furono ugualmente alternanti e dibattuti; probabilmente gestire uno spazio satirico sotto un regime autoritario che sottoponeva a censura qualsiasi forma di espressione avrebbe in ogni caso richiesto un sottile gioco di compromessi per sopravvivere.
Umberto II di Savoia dall'esilio lo insignì dell'onorificenza di Grand'Ufficiale della Corona d'Italia.

## Citazioni su Guareschi
(Giorgio Barberi Squarotti)
(Paolo Gulisano)
(Marcello Veneziani, Prefazione a Marco Ferrazzoli, Non solo Don Camillo, edizioni L'uomo libero.)

## Opere

### La serieMondo piccolo
- Mondo piccolo. Don Camillo, Milano, Rizzoli, 1948.
- Mondo piccolo. Don Camillo e il suo gregge, Milano, Rizzoli, 1953.
- Mondo piccolo. Il compagno Don Camillo, Milano, Rizzoli, 1963.
- Mondo piccolo. Don Camillo e i giovani d'oggi, Milano, Rizzoli, 1969.
- Gente così - Mondo piccolo, Milano, Rizzoli, 1980.
- Lo spumarino pallido. Mondo piccolo, Milano, Rizzoli, 1981.
- Il decimo clandestino. Piccolo mondo borghese, Milano, Rizzoli, 1982.
- Noi del Boscaccio. Piccolo mondo borghese, Milano, Rizzoli, 1983. ISBN 88-17-65402-7
- L'anno di Don Camillo, Milano, Rizzoli, 1986. ISBN 88-17-65351-9
- Il breviario di Don Camillo, a cura di Alessandro Pronzato, Milano, Rizzoli, 1994. ISBN 88-17-66329-8
- Ciao Don Camillo, Milano, Rizzoli, 1996. ISBN 88-17-66062-0
- Don Camillo e Don Chichì (Don Camillo e i giovani d'oggi), Milano, Rizzoli, 1996. ISBN 88-17-66407-3 [edizione integrale di Don Camillo e i giovani d'oggi]
- Don Camillo della Bassa, Milano, Rizzoli, 1997. [contiene le raccolte Gente così e Lo spumarino pallido]
- Piccolo mondo borghese, Milano, Rizzoli, 1998. [contiene le raccolte Il decimo clandestino e Noi del Boscaccio]
- Tutto don Camillo. Mondo piccolo, 3 voll., Milano, Rizzoli, 1998. ISBN 88-17-68005-2
- Don Camillo. Il Vangelo dei semplici. 12 racconti di Giovannino Guareschi commentati da Giacomo Biffi, Giovanni Lugaresi, Giorgio Torelli, Alessandro Gnocchi, Mario Palmaro, Milano, Ancora, 1999. ISBN 88-7610-771-1
- Qua la mano don Camillo. La teologia secondo Peppone. 14 racconti di Giovannino Guareschi commentati da Michele Brambilla, Giovanni Lotto, Giovanni Lugaresi, Alessandro Maggiolini, Giorgio Torelli, Alessandro Gnocchi, Mario Palmaro, Milano, Ancora, 2000. ISBN 88-7610-870-X
- Don Camillo e Peppone, Milano, RCS Libri, 2007. ISBN 978-88-486-0355-3

### Altre opere
- La scoperta di Milano, Milano, Rizzoli, 1941.
- Il destino si chiama Clotilde. Romanzo d'amore e di avventura con un'importante digressione la quale, per quanto d'indole personale, si innesta mirabilmente nella vicenda e la corrobora rendendola vieppiù varia e interessante, Milano, Rizzoli, 1941.
- Il marito in collegio. Romanzo ameno, Milano, Rizzoli, 1944.
- La Favola di Natale, Milano, Edizioni Riunite, 1946.
- Italia provvisoria. Album del dopoguerra, Milano, Rizzoli, 1947.
- Lo zibaldino. Storie assortite vecchie e nuove, Milano, Rizzoli, 1948.
- Diario clandestino, 1943-1945, Milano, Rizzoli, 1949.
- Corrierino delle famiglie, Milano, Rizzoli, 1954.
- La calda estate di Gigino Pestifero, Bologna, Il borgo, 1967.
- Vita in famiglia, Milano, Rizzoli, 1968.
- L'Italia in graticola, Milano, Edizioni del Borghese, 1968
- Osservazioni di uno qualunque, Milano, Rizzoli, 1988. ISBN 88-17-65454-X
- Ritorno alla base, Milano, Rizzoli, 1989. ISBN 88-17-65439-6
- Chi sogna nuovi gerani? "Autobiografia", a cura di Alberto e Carlotta Guareschi, Milano, Rizzoli, 1993.
- Vita con Gio'. Vita in famiglia & altri racconti, Milano, Rizzoli, 1995. ISBN 88-17-66406-5
- Un po' per gioco. Fotoappunti di Giovannino Guareschi. Le sue fotografie dal 1934 al 1952, a cura di C. Guareschi, Milano, Rizzoli, 2000.
- Attenti a quei due, Milano, Ghisetti e Corvi, 2000. ISBN 88-8013-671-2
- Bianco e Nero. Giovannino Guareschi a Parma, 1929-1938, Milano, Rizzoli, 2001, ISBN 88-17-86889-2; Milano, BUR, 2019.
- La figlia del maresciallo. Da Lambrate al Cremlino: amore, spionaggio, storia, geografia, UPIM e URSS, Fotofumetto di Candido, Milano, Rizzoli, 2002. ISBN 88-17-87129-X
- Baffo racconta, Milano, Rizzoli, 2004. ISBN 88-17-00359-X
- Chico e altri racconti, Parma, Monte Università Parma, 2004.
- Guareschi al «Corriere» 1940-1942, A cura di Angelo Varni, Milano, Fondazione Corriere della Sera, 2007 [carteggio con il direttore del Corriere della Sera Aldo Borelli].
- Caffè antico, Alpignano, Tallone, 2008.
- La donna elefante. Elogio del correttore di bozze, Milano, Edizioni Henry Beyle, 2014, ISBN 978-88-976-0872-1.
- L'umorismo, Poschiavo, L'ora d'oro, 2015, ISBN 978-88-941233-0-2.
- Per scrivere t'amo ci vuole l'apostrofo?, Milano, Edizioni Henry Beyle, 2016, ISBN 978-88-992-3442-3.
- Per chi votare, Milano, Edizioni Henry Beyle, 2018, ISBN 978-88-992-3499-7.

### Opere complete
- Fantasie della bionda. Scene da un romanzo all'antica, Milano, Rizzoli, 1995, ISBN 978-88-176-6479-0.
- Milano 1947-1949: Guareschi e la Radio, Milano, Rizzoli, 2007, ISBN 978-88-170-1950-7.
- Il grande diario. Giovannino cronista del lager. 1943-1945, Milano, Rizzoli, 2008, ISBN 978-88-17-01997-2.
- L'opera grafica. 1925-1968, a cura di G. Casamatti, Milano, Rizzoli, 2008, ISBN 978-88-17-02725-0.
- La famiglia Guareschi. Racconti di una famiglia qualunque 1939-1952. Vol. 1, Milano, Rizzoli, 2010, ISBN 978-88-17-04558-2.
- La famiglia Guareschi. Racconti di una famiglia qualunque 1953-1968. Vol. 2, Milano, Rizzoli, 2011, ISBN 978-88-17-05327-3.
- Don Camillo e Peppone, Milano, Rizzoli, 2011, ISBN 978-88-586-1736-6.
- I Racconti di Nonno Baffi, Milano, Rizzoli, 2012, ISBN 978-88-586-3684-8.
- L'umorismo di Giovannino senza baffi, Milano, Rizzoli, 2013, ISBN 978-88-170-6437-8.
- Il dottor Mabuse. Il primo fumetto pubblicato sul «Bertoldo» nel 1937. Una favola contro le dittature, a cura di E. Balduzzi, Libreria Ticinum, 2018, ISBN 978-88-995-7446-8.
- Giovannino nei lager, Milano, Rizzoli, 2018, ISBN 978-88-170-6997-7. [include: Favola di Natale, Diario clandestino, Ritorno alla base]
- L'Italia sulla graticola. Scritti e disegni per il Borghese 1963-1964, Introduzione di Alessandro Gnocchi, Collana Saggi, Milano, Rizzoli, 2019, ISBN 978-88-171-4189-5.

#### Raccolte degli scritti suCandido
- Mondo Candido 1946-1948, Milano, Rizzoli, 1991, ISBN 978-88-171-1176-8.
- Mondo Candido 1948-1951, Milano, Rizzoli, 1992, ISBN 978-88-171-1061-7.
- Mondo Candido 1951-1953, Milano, Rizzoli, 1997, ISBN 978-88-176-6408-0.
- Mondo Candido 1953-1958, Milano, Rizzoli, 2003, ISBN 978-88-170-1486-1.
- Mondo Candido 1958-1960, Milano, Rizzoli, 2006, ISBN 978-88-170-2851-6.

## Programmi radio Rai
- Signori, entra la corte! (radio-processo settimanale con radiogiuria popolare), 1948.

## Filmografia
- La rabbia (film del 1963 in due parti: una fu diretta da Guareschi, l'altra da Pier Paolo Pasolini)
- Giovannino Guareschi - Non muoio neanche se mi ammazzano (fiction Rai del 2025 con Giuseppe Zeno nei panni del protagonista)